# Sepaküla (Ridala)
Sepaküla – wieś w Estonii, w prowincji Lääne, w gminie Ridala.